# Горловско-Енакиевская агломерация
Горловско-Енакиевская агломерация (укр. Горлівсько-Єнакієвська агломерація) — городская агломерация в Донецкой области Украины.
В ходе вооружённого конфликта на востоке Украины была разрезана линией фронта. Торецк контролируется Украиной, Горловка и Енакиево находятся под российской оккупацией.
После 14 августа 2025 года, все населенные пункты агломерации находятся под контролем Российской Федерации.
Население агломерации — 570 000 чел. (2014 год), 665 000 чел. (2001 год).

## Состав
- города (562 500 чел.)  
  - Горловка
  - Дзержинск
  - Новгородское
  - Зайцево
  - Гольмовское
  - Софиевка
  - Енакиево
  - Торецк
  - Дебальцево
  - Кировское
  - Ждановка
  - Углегорск
  - Юнокоммунаровск
  - Железное
  - Светлодарск
- посёлки Горловского, Енакиевского, Торецкого, Дебальцевского и Ждановского горсоветов, а также посёлок Луганское (Бахмутский район) Донецкой области (91 100 чел.)
- сёла (11 400 чел.)

Некоторые авторы включают в состав Горловско-Енакиевской агломерации также город Бахмут (с подчинёнными территориями) — с общим населением агломерации — 778 500 чел. Другие же рассматривают города Кировское (Крестовку) и Ждановку в составе Торезской агломерации (620 000 чел.).

## Экономика
Экономическая специализация: угольная («Старый или Центральный Донбасс»), коксохимическая промышленность,химическая промышленность, чёрная и цветная металлургия, тяжёлое машиностроение, энергетика. Развито железнодорожное сообщение.